# Vício de linguagem
Vícios de linguagem são desvios das normas gramaticais, ou seja, segundo Napoleão Mendes de Almeida, são palavras ou construções que deturpam, desvirtuam ou dificultam a manifestação do pensamento. Costumam ocorrer por desconhecimento das normas-padrões ou por descuido por parte do emissor.  

## Lista de vícios de linguagem

### Ambiguidade ou anfibologia
Consiste na polissemia especial de palavras e expressões tornando incerto o significado da frase. Ou seja, uso de palavras que causam duplo sentido na interpretação, salvo quando ocorre propositalmente em textos literários.
- Exemplos:
"Não se convence, enfim, o pai, o filho, amado."
"O chefe discutiu com o empregado e estragou seu dia."
Análise: nos dois casos, não se sabe qual dos dois é autor, ou paciente.

### Barbarismo
É o uso incorreto de palavras quanto à grafia, pronúncia ou flexão. Assim, divide-se em:

#### Prosódico
Erro quanto a pronúncia. 
Exemplo: Solicitou a rúbrica do aluno no contrato. (correto: rubrica)

#### Grafia
Erro quanto a ortografia.
Exemplo: Seguimentos (correto seria segmentos); Advinhar. (correto seria adivinhar)

#### Morfológico
Erro quanto a flexão.
Exemplo: Quando eu pôr o vestido. (correto seria puser)

#### Mórfico
Erro quanto a forma.
Exemplo: Esse tipo de cálculo deve ser com um objeto monolinear. (correto seria unilinear)

#### Semântico
Erro quanto a significação.
Exemplo: Eu sofri no tráfico intenso. (pelo contexto, o correto seria tráfego)

#### Estrangeirismo
Uso desnecessário de palavras estrangeiras, devido a já existir palavras análogas no idioma.
Exemplos: show (apresentação); menu (cardápio).

### Solecismo
Inadequação na estrutura sintática da frase com relação à gramática normativa. Ou seja, é um desvio em relação à sintaxe. Há três tipos de solecismo: de concordância, de regência e de colocação.

#### De regência
- Exemplos:
''Custei a resolver esse problema.'' → O correto é: Custou-me resolver esse problema.
''Respondi o questionário da prova.'' → O correto é: Respondi ao questionário da prova.''Instalei um programa, mas ele não é compatível do sistema.'' → O correto é: Instalei um programa, mas ele não é compatível com o sistema

#### De concordância
- Exemplos:
"As menina se apaixonou." → O correto é: As meninas se apaixonaram.
"O pessoal já saíram?" → O correto é: O pessoal já saiu?
''Fiz bastante tarefas.'' → O correto é: Fiz bastantes tarefas.
''Segue anexo as faturas.'' → O correto é: Seguem anexas as faturas.
''Vossa Alteza participais do encontro?'' → O correto é: Vossa Alteza participa do encontro?

#### De colocação
- Exemplo: 
“Não vi-te hoje."→ O correto é: Não te vi hoje.
''O livro que enviei-te..."→ O correto é: O livro que te enviei.
"Compraremos-te um carro."→ O correto é: Comprar-te-emos um carro.

### Queísmo
Consiste na repetição excessiva e indiscriminada da partícula "que" em uma oração.
- Exemplo:
"A pessoa que conversei disse outras coisas...”
Correção: "A pessoa com quem conversei...”

### Plebeísmo
É qualquer vocábulo, locução ou expressão típicos da fala popular ou dos registros distensos da fala culta que, embora tidos como grosseiros, não chegam a ser tabuísmos. Exemplos:
"Esculhambou o garçom só porque o bife estava frio." (Insultou)
"Já estou de saco cheio de tanta reclamação!" (irritado com)
"Aquele funcionário é o maior puxa-saco do chefe!" (bajulador)
"Cacete! Acho que perdi minha carteira."

### Cacofoniaou cacófato
Caracterizado pelo encontro ou repetição de fonemas ou sílabas que produzem um som desagradável. Constituem cacofonias:
"Olha o que tem na boca dela."
"Vi-a saindo da vez passada."
"Ao som do nosso hino." (suíno)
"Nunca gaste seu dinheiro à toa."
"Paguei cinco reais por cada pacote."

#### Colisão
Consiste na aliteração (repetição de fonemas idênticos ou parecidos no início de várias palavras na mesma frase) de efeito acústico desagradável.
- Exemplo:
"Pede o Papa paz ao povo."
"Cá comi coalhada comum."
"É o  quesito que queria que caísse."

#### Parequema
Constrói-se a partir do encontro de sílabas idênticas ou semelhantes entre o final de uma palavra e o início da subsequente.
- Exemplo: “vaca cara”, “cone negro”, “teto torto”, “pouco caso”, “uma mala”, “grife feminina”, “31 de dezembro”, ''Ano Novo'', ''regra gramatical''

#### Eco
Sucessão de palavras com terminação igual (rimas na prosa).
- Exemplo:
“Houve aflição e tensão durante a recepção.”
“É possível a aprovação da transação sem concisão e sem associação.”
- Hiato: aproximação de vogais idênticas.

- Exemplo: "Ou eu ou outra pessoa ouvirá a outra canção."
- Cacófato: formação de uma nova palavra a partir de silabas de palavras diferentes e sucessivas.

- Exemplo: "Nosso hino é muito elegante."(Semelhante a "suíno").
- Cacoépia: pronúncia viciosa de fonemas

- Exemplo: "Estou com poblema para resolver." (= problema)
- Cacografia: erro na grafia ou na flexão de uma palavra.

- Exemplo: "Eu advinhei quem ganharia o concurso." (= adivinhei)

### Arcaísmo
É o uso de palavras e expressões antigas que estão em desuso e já ultrapassadas.
"Vosmecê precisa de ajuda com as malas?" (você)
"Fui hoje ao nosocômio." (hospital)

### Preciosismo
É o uso de uma linguagem exacerbada para referir ideias normais, em registo informal, tornando o texto enfadonho. Ao texto prolixo falta objetividade, o que compromete a clareza e cansa o leitor. É chamado de "falar difícil".
- Exemplo: Seu gesto altruísta e empreendedor anuvia e, decerto, oblitera a existência dos demais mortais que o configuram como o fidalgo exponencial de nossa organização empresarial, baluarte de nossas vitórias.

### Chavão ou clichê(frases-feitas)
É o emprego de expressões ou frases muito usadas e repetidas durante anos, que empobrece o discurso. Os clichês aparentam ser produto do consenso, mas muitas vezes sustentam-se em ideias preconceituosas ou óbvias, demonstrando dificuldade do emissor em superar o senso comum e pensar de forma autônoma e crítica.
- Exemplos:
“As crianças são o futuro da nação.”
“É importante que cada um faça a sua parte.”
"Lugar de mulher é na cozinha"
"Ele é um preto de alma branca"
"Todo político é ladrão"
"Mulher no volante, perigo constante"
"O Mundo é dos espertos"
“As drogas são um caminho sem volta.”
“A bebida é um poço sem fundo.”
“A união faz a força.”
"A Nação não fugirá a seu destino histórico."

### Pleonasmo vicioso ou redundância
Consiste numa repetição desnecessária de um significado ou expressão numa sentença.
- "Ele vai ser o protagonista principal da peça" (o protagonista é, necessariamente, o personagem principal).
- "Meninos, entrem já para dentro " o verbo "entrar" já exprime ideia de ir para dentro).

### Obscuridade
Trata-se da construção de frases de tal modo que o sentido se torne obscuro, embaraçado, ininteligível. Num texto, as principais causas da obscuridade são: o abuso do arcaísmo, do provincianismo, do estrangeirismo; parêntese extenso; o acúmulo de orações intercaladas (ou incidentes) as circunlocuções, a extensão exagerada da frase, as palavras rebuscadas, as construções intrincadas e a má pontuação.